# Fontaine des Capucins

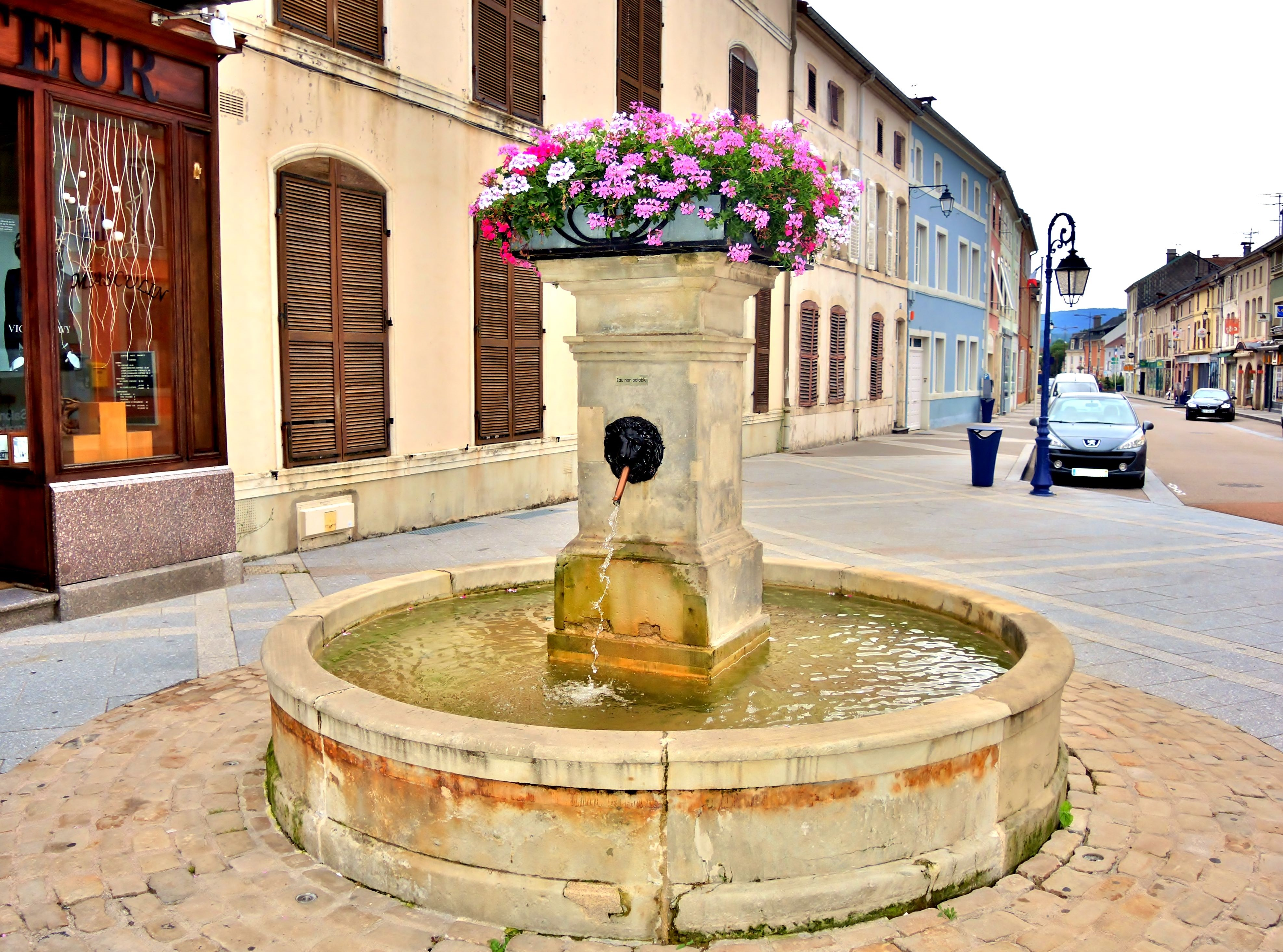
Fontaine des Capucins

Die Fontaine des Capucins (Kapuzinerbrunnen) ist ein historischer Brunnen auf der Rue Charles-de-Gaulle in Remiremont im Département Vosges. Er befindet sich in der Nähe der Kreuzung zur Rue des Capucins und wird durch die Kapuzinerquelle im Faubourg d'Alsace gespeist. Früher versorgte er auch den Kapuzinerkonvent, der sich an der Stelle des jetzigen Gebäude des Banque de France (Ecke Boulevard Thiers/Rue des Capucins) befand.
Der damalige Maire Stanislas Besson ließ 1829 zwei Brunnenstöcke zu beiden Seiten der Hauptstraße (Grande Rue, jetzt Rue Charles-de-Gaulle) errichten. Der gegenübergelegene wurde jedoch 1878 wieder beseitigt, um den Verkehrsfluss zu erleichtern. Der erhaltene Brunnen besteht aus einer quadratischen Sandsteinsäule mit Kapitell und Plinthe in einem runden Becken. Als Wasserauslass dient ein gusseiserner Löwenkopf.  
Die Fontaine des Capucins ist seit 1996 als Monument historique klassifiziert.